# Cráter Olmoti
El cráter Olmoti (Kasoko la Olmoti en suajili) es un volcán extinto situado a una altitud de 3,088 metros (121,6 plg). Olmoti, significa "olla para cocinar " en masái. El cráter está ubicado en el distrito de Nainokanoka del distrito de Ngorongoro en la región de Arusha de Tanzania. El pico más alto de Olmoti tiene 3.080 m y el cráter tiene aproximadamente 6,5 kilómetros (4 mi) de diámetro.
El cráter es una caldera y se encuentra dentro del programa de protección de la Reserva de la Biosfera de la UNESCO y del Área de Conservación de Ngorongoro. La cascada Munge se encuentra en el borde occidental del cráter. El río Munge proporciona agua dulce a la vida silvestre, alimenta los humedales y el lago Magadi en el fondo del cráter de la zona Ngorongoro. El cráter forma parte de la zona geográfica Crater Highlands. El cráter es conocido por la biodiversidad de su flora.